# St. Brigitta (Hausbach)

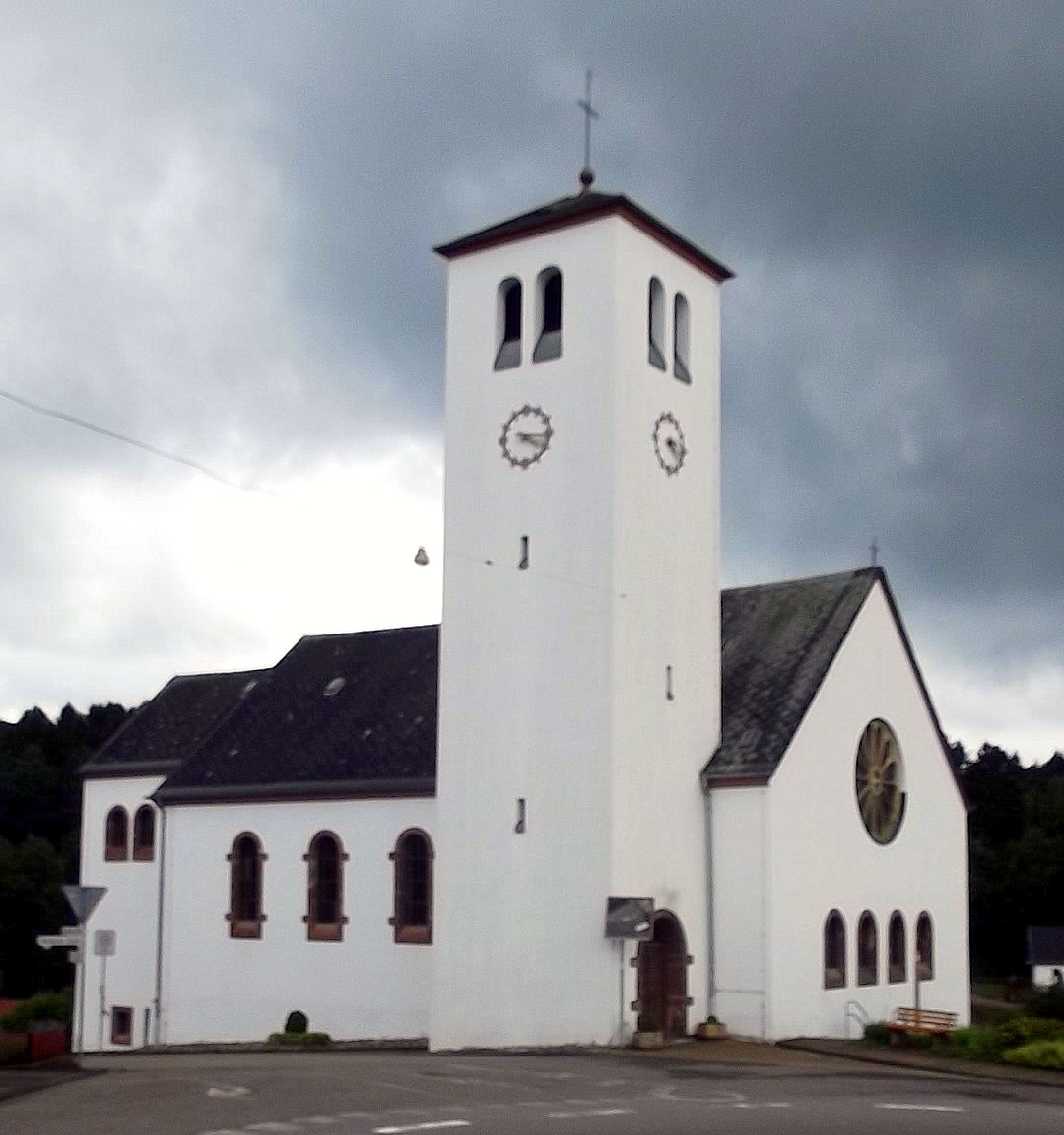
Außenansicht der Filialkirche St. Brigitta Hausbach

Die römisch-katholische Pfarrkirche St. Brigitta steht im Ortsteil Hausbach der saarländischen Gemeinde Losheim am See im Landkreis Merzig-Wadern. Die Kirche gehört der Pfarrei Heiliger Geist Losheim am See an, die wiederum zum Bistum Trier zählt. Sie trägt das Patrozinium der heiligen Birgitta von Schweden.

## Geschichte

### Alte Kapelle
Eine Kirche in Hausbach wurde erstmals im 18. Jahrhundert erwähnt. Dies bezog sich auf eine Kapelle, die dem Hl. Johannes Chrysostomos gewidmet war. Da sie im Zweiten Weltkrieg zerstört wurde, diente die Hausbacher Volksschule von 1945 bis 1952 als Behelfskirche.

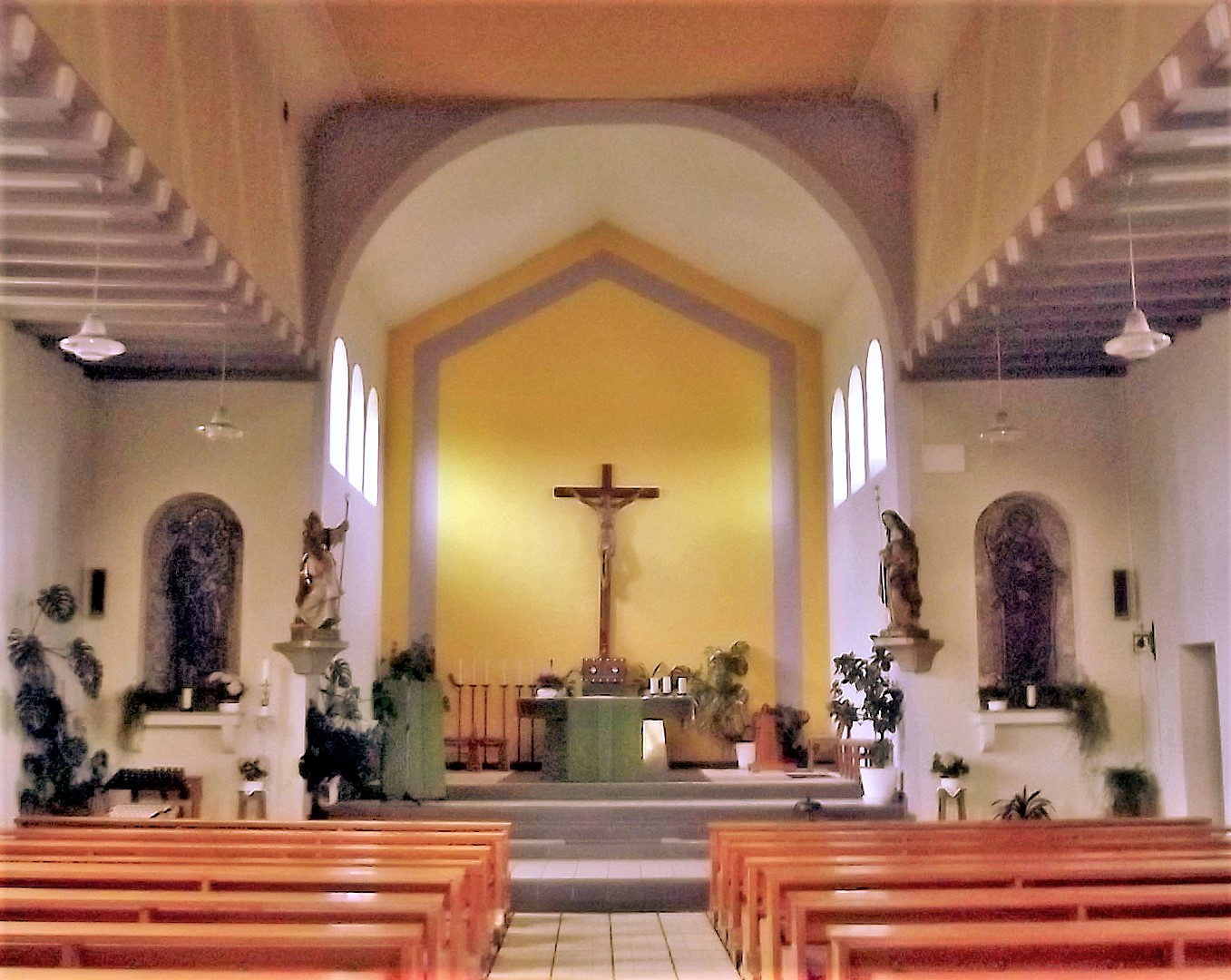
Innenansicht der Filialkirche St. Brigitta Hausbach mit den Statuen der Hl. Brigitta (rechts) und Hl. Johannes Chrysostomus (links)

### Neubau
Ein von der Gemeinde gewünschter Neubau wurde mit Genehmigung des Bistums Trier durch Spendensammlungen, Spenden von Sponsoren und durch Theateraufführungen in der Gemeinde finanziert. Dabei wurden Steine der alten Kapelle wiederverwendet.
Baubeginn für die durch den Architekten Schulz aus Hilbringen entworfene Kirche war am 2. Juli 1950; zum Patronatsfest der Hl. Brigitta, dem 12. Oktober 1952, wurde die Kirche geweiht, obwohl der Bau aus finanziellen Gründen noch nicht vollendet war. So war unter anderem der Kirchturm nur bis zur Dachhöhe fertiggestellt worden.
1958 musste das Dach der Kirche wegen Sturmschäden repariert werden. In den folgenden Jahren wurde die Inneneinrichtung durch einen Altar aus Blaubank-Muschelkalk und einen Tabernakel des Trierer Goldschmieds Hans Alof ergänzt. 1989 wurde die neue Brigitta-Statue des Südtiroler Bildhauers Gottlieb Mairhofer gesegnet. 2003 erhielt die Kirche einen neuen Außenanstrich.
2022 wurde eine etwa 50 Jahre alte Ahlborn Digitalorgel aus der Filialkirche der Pfarrei Heiliger Geist Losheim am See installiert.

## Architektur
Die mit einem Satteldach gedeckte, weiß verputzte Kirche ist an den Prinzipien einer dreischiffigen Halle orientiert. Der Übergang von der Halle zum Chorraum mit geradem Abschluss wird durch eine triumphbogenartige Architektur markiert. An den beiden Längsseiten und an der Emporenseite öffnen sich eine Reihe von Rundbogenfenstern, sowie über der Orgeltribüne eine Fensterrose mit den Symbolen von Sonne, Mond und Sternen. Das rundbogige Eingangsportal zur Kirche befindet sich im Erdgeschoss des seitlich angebauten Kirchturms.